# Figueirópolis d'Oeste
Figueirópolis d'Oeste är en kommun i Brasilien.   Den ligger i delstaten Mato Grosso, i den centrala delen av landet, 1 200 km väster om huvudstaden Brasília. Antalet invånare är 3 805. Arean är 899 kvadratkilometer.
Terrängen i Figueirópolis d'Oeste är platt söderut, men norrut är den kuperad.
Omgivningarna runt Figueirópolis d'Oeste är huvudsakligen savann. Runt Figueirópolis d'Oeste är det mycket glesbefolkat, med 4 invånare per kvadratkilometer.